# Steinernema carpocapsae
Steinernema carpocapsae är en rundmaskart som först beskrevs av Jaroslav Weiser 1955.  Steinernema carpocapsae ingår i släktet Steinernema och familjen Steinernematidae. Inga underarter finns listade i Catalogue of Life.